# Путь смерти
Путь смерти  (нем. Der Weg des Todes) — немецкий немой драматический фильм 1917 года режиссёра Роберта Рейнерта с Марией Карми, Карлом де Фогтом и Конрадом Фейдтом в главных ролях. Фильм был снят в конце 1916 года и выпущен в следующем году. Считается потерянным.

## Сюжет
Граф и его жена Мария живут в счастливом браке, пока в их жизнь не вторгается незнакомец. Чтобы избавиться от него, оба решают покинуть страну и поселиться в старинном замке с несколькими подземельями, но незнакомец находит чету. Неожиданно появившись на вечеринке, он призывает Марию на ночное свидание. Прибыв в указанное место, женщина узнаёт в таинственном преследователе своего бывшего любовника Рольфа, с которым она познакомилась, работая проституткой. Рольф стремится вернуть Марию. Желая избавиться от назойливого поклонника, женщина запирает его в одном из подземелий. Терзаясь муками прошлого, Мария освобождает Рольфа, после чего рассказывает мужу правду и умирает, вдохнув ядовитых испарений.

## Производственные примечания
«Путь смерти» был снят в конце 1916 года и запрещен к показу для молодёжной аудитории. Четырёхактный фильм прошёл цензуру в январе 1917 года и имел длину 1538 или 1545 метров в зависимости от версии. Премьера состоялась в феврале 1917 года. Демонстрация фильма в Вене началась 14 сентября 1917 года.
Картина стала дебютной для актёра Конрада Вейдта. Декорации были созданы Робертом А. Дитрихом.